# 剛果運輸航空
剛果運輸航空是一間總部位於剛果共和國黑角的航空公司，提供客運與貨運服務。並與南非航空、加蓬航空、法國航空有一個聯運協議。

## 歷史
航空公司在1994年8月24日由埃爾—哈格家族成立，初時只有一架Let L-410型飛機執行航班。並大部分航班都是由往布拉柴維爾與黑角。在1994年12月，購買了一架安東諾夫 安-24型飛機，然後在1996年購買了一架波音727與雅克-42。在1997年，由於國家內戰，航空公司暫時把總部遷往南非約翰內斯堡。

## 目的地
在2004年，航空公司共有以下目的地：
- 剛果共和國
  - 布拉柴維爾馬亞-馬亞國際機場
  - 黑角黑角機場
  - 那其育根加茜機場
  - 杜拉斯那寶毛機場
  - 因普豐多因普豐多機場
  - 韋索韋索機場
  - 奧旺多奧旺多機場
  - MakouaMakoua機場
- 喀麥隆
  - 杜阿拉杜阿拉國際機場
- 加蓬
  - 利伯維爾利伯維爾國際機場
- 貝寧
  - 科托努柯多努國際機場
- 科特迪瓦
  - 阿比讓寶切機場
- 多哥
  - 洛美納辛貝·埃亞德馬國際機場

## 機隊
在2010年9月20日，剛果運輸航空共有以下飛機：
- 2架巴西航空工業 120
- 4架波音737-200
- 1架波音737-300

## 事故與意外
- 在2005年3月4日，一架安東諾夫 安-24（機身編號：EY-46399）在因普豐多機場衝出跑道，在一片田地中停下，隨後起火燃燒。最後這架飛機予以報銷。這架飛機原本是執行一班定期航班前往馬亞-馬亞國際機場[4]

- 在2011年3月21日，一架安東諾夫 安-12（機身編號：TN-AGK）執行一班航班由布拉柴維爾飛往黑角，運載了4名機組人員與5名乘客，在剛果共和國黑角的Mvou-Mvou住宅區墜毀[5]。根據剛果民用航空機構所提供的資料，這架飛機已經批准降落，但在跑道3英里外最後進場時墜毀。在當地的俄羅斯大使館報告有3名俄羅斯人和1名哈薩克人的機組人員在事故中死亡。當地醫療事務執告在事故地點有23具屍體，並在15人受傷[6][7]。這架飛機的相片可在JetPhotos.net學Airliners.net （页面存档备份，存于）中找到。

## 外部連結
- 官方網站 （页面存档备份，存于）